# Agrilus macleayi
Agrilus macleayi es una especie de insecto del género Agrilus, familia Buprestidae, orden Coleoptera.
Fue descrita científicamente por Carter, 1924.